# David Christopher
David Ariu Christopher, dit aussi Kariamakin Airu Christopher, né vers 1947 et mort à Suva le 26 février 2022, est un homme politique fidjien et gilbertin.

## Biographie
Il est membre de la communauté banabienne de l'île de Rabi, aux Fidji. Celle-ci résulte de la déportation des habitants de Banaba par les occupants japonais durant la Seconde Guerre mondiale, et de leur relocalisation à Rabi après la guerre. David Christopher est éduqué aux Fidji, étudie à l'université du Pacifique Sud puis travaille pour l'entreprise publique Fiji Sugar Corporation (en) à Tavua. Il s'engage ensuite au Conseil des dirigeants de Rabi, et travaille à la société de holding Rabi Holdings Limited, qui gère les investissements du Conseil. Au début des années 1980, après l'indépendance des Kiribati (où se trouve l'île de Banaba), il est le secrétaire de ce Conseil et critique ce qu'il qualifie de « comportement égoïste, irresponsable et non-coopératif du gouvernement des Kiribati » qui ne permet pas aux Banabiens de revenir sur l'île, riche en phosphate, et y exercer un droit à l'auto-détermination. Il sollicite sans succès l'aide du Forum des îles du Pacifique à ce sujet.
L'île de Rabi dispose d'un représentant au Parlement des Kiribati, non pas élu mais nommé par le Conseil de Rabi,. Pour la législature 1994-1998, c'est David Christopher qui y siège. Aux élections législatives fidjiennes de 2001, il se présente dans la circonscription nord-est (qui inclut Rabi) au suffrage ethnique réservé aux citoyens issus de petites minorités ethniques (ni autochtones, ni indo-fidjiens). Candidat avec l'étiquette du parti Soqosoqo Duavata ni Lewenivanua (le parti de la droite ethno-nationaliste autochtone et chrétienne-conservatrice), il est élu à la Chambre des représentants des Fidji et y siège sur les bancs de la majorité parlementaire du gouvernement de Laisenia Qarase. Candidat dans cette même circonscription aux élections de 2006, il est battu par un candidat indépendant.
Il devient directeur général du Conseil de Rabi, et s'attache à ce que les dépenses du conseil ne dépassent pas son budget pour que le conseil ne s'endette pas. À nouveau représentant de Rabi au parlement gilbertin pour la législature 2016-2020, il est reconduit à ce poste après les élections de 2020. Il meurt au domicile de sa nièce à Suva en mars 2022, à l'âge de 74 ans.